# Edmund Daniel Kinzinger
Edmund Daniel Kinzinger (* 31. Dezember 1888 in Pforzheim; † 18. April 1963) war ein vor den Nationalsozialisten in die USA emigrierter deutsch-US-amerikanischer Maler und Hochschullehrer.

## Leben und Werk
Kinzinger machte 1907 in Pforzheim das Abitur. 1908 begann er in München ein Studium an der Malschule von Heinrich Knirr, wechselte dann aber zum Sommersemester 1909 zu Peter Halm an die Akademie der Bildenden Künste München. Ab 1910 studierte er an der Königlichen Akademie der Bildenden Künste in Stuttgart in der Malklasse bei Christian Landenberger und ab 1912 als Meisterschüler bei Adolf Hölzel. Zwischenzeitlich hielt er sich 1912 kurzzeitig bei Fernand Leger und Henri Matisse an der Pariser Académie Moderne auf. Seinen Lebensunterhalt sicherte er sich vor allem durch Portraitaufträge. Er war u. a. Mitglied der Neuen Münchener Sezession.
Kinzinger „stand vor dem Weltkrieg noch ganz unter dem Eindruck des Expressionismus. In seinen frühen figürlichen Darstellungen, meist Holzschnitten, neigt er bereits zu einfachen geometrischen Figuren und klaren Konturlinien.“
Von 1914 bis 1918 nahm Kinzinger als Artillerie-Offizier am Ersten Weltkrieg teil. Danach ging er wieder an die Stuttgarter Akademie. Dort gründete er 1919 mit Willi Baumeister, Gottfried Graf, Albert Mueller, Oskar Schlemmer und Hans Spiegel die Künstlervereinigung Üecht. 1919 war er Meisterschüler Arno Waldschmidts, bei dem er 1920 sein Studium abschloss. 1924 zog er nach München, wo er bis 1928 eine private Kunstschule betrieb. In der Zeit von 1925 bis 1928 lernte er bei Sommerkursen in Italien und Spanien Pablo Picasso kennen, mit dem er einige Zeit zusammenarbeitete.
Von 1928 bis 1930 war Kinzinger Austauschlehrer an die Kunstschule des Art Institute of Minneapolis, Minnesota. Dort wurde er Leiter der Art Students League of Minneapolis und hatte er eine erste Einzelausstellung in der Mabel Ulrich Gallery.
Trotz der sich in Deutschland zuspitzenden ökonomischen und politischen Spannungen ging Kinzinger 1930 wieder nach München, wo er bis 1933 Direktor der Schule der Bildenden Künste von Hans Hofmann war. Er leitete auch die Malkurse der Schule 1932 in St. Tropez und 1933 in Murnau.
Nach der Machtergreifung ging Kinzinger 1933 nach Frankreich, wo er in Paris die Ecole de L' Epoque gründete und betrieb. In Paris unterhielt er engen Kontakt zu Robert Delaunay, Albert Gleizes und Leopold Survage. 1935 emigrierte er in die USA. Er wurde Assistant Professor, Professor und schließlich Direktor des Art Departments der Baylor University in Waco, Texas.
1937 wurde von den Nationalsozialisten in der Aktion „Entartete Kunst“ aus dem Nassauischen Landesmuseum Wiesbaden Kinzingers Druckgrafik Hafen beschlagnahmt und vernichtet.
1942 erwarb Kinzinger an der University of Iowa bei Lester Duncan Longman (1905–1987) mit „A series of oil paintings“ den Doktortitel für Kunstgeschichte. Von 1944 bis 1948 ging er im Sommer zum Malen nach Taos. Wegen einer depressiven Erkrankung hörte er 1948 mit dem Malen auf und legte er 1950 das Direktorat an der Baylor University nieder. Er zog erst nach Wisconsin und dann nach North Carolina, wo er infolge eines Herzinfarkts starb.
Kinzinger war ab 1908 mit Amelia Fuchs verheiratet. 1910 wurde ihr Sohn Siegfried Maria geboren. Sie starb infolge eines tragischen Unfalls. Beim Besuch eines Maskenballs hatte sich bei einem „Cowboy“ versehentlich ein Schuss aus der Pistole gelöst, der sie als Querschläger tötete. Kinzinger war dann ab 1927 mit der US-amerikanischen Designerin Alice Fish (1899–1968) verheiratet. Ihre Tochter Delia (1929–2021) wurde Künstlerin und als Didi Contractor bekannt.
Werke Kinzingers befinden sich u. a. in der Pforzheim Galerie, der Staatsgalerie Stuttgart und im Museum Schloss Moyland und sind im Kunsthandel präsent.

## Werke (Auswahl)

### Malerei und Zeichnungen
- Zwei Personen im Speisewagen (1920, Aquarell, 21,6 × 28,6 cm)[3]
- Pirat (1920, Öl auf Leinwand, 119,5 × 79,5 cm)[4]
- Selbstportrait (1921, Öl auf Malkarton, 60 × 41 cm)[5]
- Zwei Frauen mit Fruchtkörben auf den Köpfen (1931, Tempera, 65,5 × 47,5 cm)[6]
- Mädchenkopf in rosa und gelb (1933, Öl auf Karton, 53 × 45,5 cm)[7]

### Druckgrafik
- Liegender Akt mit grünen Strümpfen (1912/13, Farblinolschnitt, 30,5, × 23,8 cm; u. a. in der Staatsgalerie Stuttgart)
- Paris, Seinebrücke und Häuserzeile (1913, Holzschnitt, 31,5 × 24,3 cm; u. a. in der Staatsgalerie Stuttgart)
- Komposition mit drei Figuren (1916, Lithografie, 32 × 23,2 cm)[8]
- Paar (1919, Holzschnitt, 16 × 15 cm)[9]
- Figurationen auf hellem Grund (1919, Holzschnitt, 19 × 12,5 cm)[10]

## Ausstellungen in Deutschland (unvollständig)

### Postume Einzelausstellung
- 1988: Pforzheim, Reuchlinhaus

### Ausstellungsbeteiligungen
- 1914: München, Kunstverein (Ausstellung der Neuen Münchener Sezession)
- 1919, 1920 und 1924: Stuttgart („Herbstschau Neuer Kunst“)

#### Postum
- 2006: Heilbronn, Städtische Museen („Und immer wieder Rot, Gelb, Blau. Adolf Hölzel und sein Kreis; eine Perspektive aus Privatsammlungen in Heilbronn und der Region“)
- 2007: Ahlen, Kunstmuseum, und 2008: Quedlinburg, Lyonel-Feininger-Galerie, sowie Böblingen, Städtische Galerie („Sammlung Bunte. Positionen der klassischen Moderne“)
- 2014/15: Stuttgart, Staatsgalerie („Weggefährten Schlemmers in Stuttgart“)